# ¿Dónde está Elisa? (telenovela estadounidense)
¿Dónde está Elisa? es una telenovela estadounidense producida por Telemundo Studios para Telemundo en el año 2010, adaptación de la telenovela chilena de 2009 ¿Dónde está Elisa? de TVN, escrita por Pablo Illanes. Esta versión fue dirigida por Leonardo Galavís y Nicolás Di Blasi y adaptada por Perla Farías.
Protagonizada por Sonya Smith, Gabriel Porras y Jorge Luis Pila, con las participaciones antagónicas de Catherine Siachoque y Roberto Mateos, y la actuación estelar de Vanessa Pose como Elisa Altamira.

## Sinopsis
La vida de la familia Altamira cambiara para siempre. Su trama gira en torno a la crisis que origina la desaparición de Elisa (Vanessa Pose), una de las hijas del matrimonio formado por el empresario Mariano (Gabriel Porras) y Danna (Sonya Smith).
Una vez que desaparece, comienzan a revelarse los secretos de todos los personajes; parten las paranoias, historias del pasado salen a relucir, resurgen temas que antes estaban dados por superados y comienzan las recriminaciones.
Esto permitirá contar con una larga lista de sospechosos de su secuestro, entre ellos, familiares (tíos, primos e, inclusive, los padres), compañeros de estudios, extrabajadores de Mariano y amigos del ambiente fiestero que ella frecuentaba antes de desaparecer.

### Resumen
Mariano Altamira es un hombre de leyes devenido en un empresario millonario gracias a sus empresas, ya que cada paso que ha dado en la vida lo ha hecho con seguridad. Gran parte de la felicidad de su matrimonio con Danna se debe a sus respectivas carreras exitosas, sus estándares de vida, sus proyectos en común, pero muy especialmente a sus tres hijas, Elisa, Cristina y Olga. Mariano festeja su cumpleaños en Malibú en compañía de su familia y allegados. Luego de apagar las velas, los primos mayores, Santiago y Eduardo, piden permiso para ir a una fiesta en un club local. Elisa y su prima Flor también van.
Danna y Cecilia, una de las hermanas de Mariano, van a la fiesta a recoger a sus hijos Santiago y Eduardo y éstos dicen que no han visto a Elisa. Ella no aparece ni contesta su celular. Pasan las horas y ella no llama ni regresa a su casa. Dispuestos a todo con tal de encontrar a su hija, los Altamira se obsesionan con una investigación donde no hay muchas pistas, solo el rostro de una joven que de la noche a la mañana desapareció sin dejar huella. Pronto surgen distintas teorías sobre la desaparición. Elisa había sido vista por última vez el día del cumpleaños de su padre cuando toda la familia celebraba en su casa de playa.
Esa noche Elisa fue con sus primos a una discoteca y allí desapareció, una de las teorías sobre su desaparición es la cual indica que ella no desapareció sino que escapó de sus padres. Al principio los investigadores pensaban que ella se había escapado con algún chico, pero al pasar las horas y no saber nada de ella se dieron cuenta de que algo muy grave le había pasado. Acosados por la policía y la prensa, para lograr su gran propósito Mariano y Danna deben establecer un plan de acción que a menudo debe actuar fuera de los márgenes de la legalidad. Durante el inicio de la investigación, se manejan en torno a la desaparición de Elisa varias hipótesis.
La primera tiene relación con un secuestro planificado. La segunda teoría surge a partir de la evidencia en torno a una relación sexual entre Elisa y su primo Santiago, secreto en el que también podrían estar involucrados sus otros primos Eduardo y Flor. Una tercera teoría apunta hacia el plano del abuso sexual: alguien se llevó a Elisa quien sabe con qué intenciones de satisfacción personal o comercial. Convertidos en investigadores y, al mismo tiempo, en sospechosos, Mariano y Danna lo sacrificarán todo con tal de llegar a la verdad, incluyendo la confianza que se tienen el uno al otro, la estabilidad de su propio matrimonio y todos los valores en los que tanto creyeron. Juntos tendrán que llegar al origen de los hechos, aunque es probable que la verdad sea mil veces más cruda de lo que imaginaban.

### Lo que realmente sucedió
Elisa y su tío Bruno tenían un romance, para ellos un amor platónico, y un día planearon escaparse juntos un fin de semana a una cabaña prestada por un amigo de Bruno, ella le propone continuar escondidos en la cabaña para poder vivir su amor sin que nadie se de cuenta de esto. En la celebración del cumpleaños de su padre, Elisa inicia el plan escapándose y cambiando su apariencia, y así fue como ella misma dio inicio a que todos sus amigos y familiares se hicieran la pregunta de donde estaba. Y mientras sus padres estaban desesperados, ella llama a Bruno para que la recoja; Bruno al darse cuenta de que la policía está buscando a Elisa, teme que descubran que él tiene una relación amorosa con su sobrina política, y que el padre de Elisa cancele el proyecto más ambicioso para Bruno: la construcción de unas torres.
Debido al temor que siente, la encierra a la fuerza en la cabaña, convirtiendo la fantasía de amor en un secuestro. Cecilia, la esposa de Bruno, sospecha con el tiempo que su marido tiene una amante, descubre la cabaña en donde esta la supuesta amante y sin importarle que fuera su sobrina y para liberar a Bruno (principal sospechoso de las investigaciones, para ese entonces) que le confesó que él era el captor de Elisa, le dispara en el pecho, dejándola herida de muerte. El Comisario Cristóbal Rivas, encargado del caso, cumpliendo la promesa que le hizo a Danna, encuentra a Elisa herida y la lleva al hospital donde finalmente muere durante una operación. Luego de esto comienza el juicio contra Bruno después de encontrar pruebas que lo vinculan directamente. Cecilia hace lo imposible para limpiar la imagen de su marido y su familia.
Al final de la novela, Cecilia termina volviéndose loca y viéndose acorralada, asesina a Isabel Ríos (exsecretaria de Mariano) ya que ella, sospechando del extraño comportamiento de Cecilia, se dio cuenta de todo y además tenía las llaves de la cabaña donde estaba cautiva Elisa, debido a que Cecilia las tiró en un basurero, tratando de ayudar a su esposo deshaciéndose de las pruebas del secuestro. Lo que pone en grave riesgo a Cecilia, y esta última tratando de comprar el silencio de Isabel, está dispuesta a todo, desde, ofrecerle altas sumas de dinero o, como última alternativa, matarla. Además se ve obligada asesinar a su esposo Bruno ya que él no pudo soportar más con la culpa del secuestro de Elisa e iba a entregarse y entregar a Cecilia ante la policía. Y en la familia, Danna decidió continuar con su esposo, adoptaron los hijos de Cecilia y Bruno y decidieron continuar felices su vida manteniendo vivo el recuerdo de Elisa.

## Elenco
- Sonya Smith como Danna Riggs de Altamira
- Catherine Siachoque como Cecilia Altamira de Cáceres
- Gabriel Porras como Mariano Altamira
- Jorge Luis Pila como Cristóbal Rivas
- Vanessa Pose como Elisa Altamira Riggs
- Ivelín Giro como Viviana Altamira de Rincón
- Omar Germenos como José Ángel Rincón
- Roberto Mateos como Bruno Cáceres
- Ismael La Rosa como Nicolás del Valle
- Melvin Cabrera como Ricardo de la Fuente
- Karina Mora como Gisela Cruz
- Claudia Moreno como Isabel Ríos
- Rubén Morales como Prefecto Néstor Salazar
- Marisela González como Fiscal Adriana Castañeda
- Carmen Aub como Flor Cáceres Altamira
- Mauricio Hénao como Eduardo Cáceres Altamira
- Jason Canela como Santiago Rincón Altamira
- Gabriela Serrano como Cristina Altamira Riggs
- Tania Nieto como Olga Altamira Riggs
- Anabel Leal como Lupita
- Carlos Augusto Maldonado como Esteban Briseño
- Jorge Hernández como Agente Ferrara
- Mildred Quiroz como Amanda Goldstein
- Luís Celeiro como Alberto Ventura

## Premios y nominaciones

### Premios ACE 2011
| Categoría     | Persona             | Resultado |
| ------------- | ------------------- | --------- |
| Mejor actor   | Gabriel Porras      | Ganador   |
| Mejor villana | Catherine Siachoque | Nominada  |

- Premio a la mejor novela en el Festival Internacional de Media de Banff.
- Premio especial del jurado en los Seoul Drama Awards.
- Premio Telemundo Novela 2011 a la mejor pareja por Sonya Smith y Jorge Luis Pila.
- Nominación a la mejor telenovela del Festival Rose d’Or.

### Premios GLAAD 2011
| Año  | Categoría    | Resultado |
| ---- | ------------ | --------- |
| 2011 | Mejor Novela | Ganadora  |

## Audiencia
La telenovela ha sido vista en más de 25 países, incluyendo Argentina, Bulgaria, Costa Rica, Croacia, Ecuador, El Salvador, Filipinas, Hungría, Panamá, Paraguay, Perú, Rumania, Bolivia.Rusia y Venezuela, entre otros, además de España, Estados Unidos y México. En Estados Unidos logró ser la telenovela con más audiencia en la historia de Telemundo hasta su momento, pues después La reina del sur  y El señor de los cielos logró más índice de audiencia.

## Otras versiones
- ¿Dónde está Elisa? (la versión original de 2009), una producción de TVN. Fue protagonizada por Sigrid Alegría, Francisco Melo y Álvaro Rudolphy, con las participaciones antagónicas de Paola Volpato y Francisco Reyes, y la actuación especial de Monserrat Prats como "Elisa".
- Nasaan Ka Elisa? (Filipinas) (2011), una producción de ABS-CBN. Fue protagonizada por Agot Isidro, Albert Martínez y Joem Bascon, con las participaciones antagónicas de Viña Morales y Eric Fructuoso, y la actuación especial de Melissa Ricks como "Elisa".
- ¿Dónde está Elisa? (2012), una producción de RCN Televisión. Fue protagonizada por Cristina Umaña, Juan Pablo Gamboa y Jorge Enrique Abello, con las participaciones antagónicas de Anabell Rivero y Lucho Velasco, y la actuación especial de Laura Perico como "Elisa".
- Къде е Маги? («¿Dónde está Maggie?») (2012 - 2013) (Bulgaria) La versión búlgara comenzó el 10 de septiembre de 2012 y terminó el 24 de febrero de 2013, transmitiéndose en BTV. Hay una temporada y un total de 51 episodios. Los personajes principales: Georgi Staykov, Sofia Kuseva-Cherneva, Paraskeva Jukelova, Atanas Srebrev, Ivan Barnev, Margita Gosheva, Vladimir Luzkanov.
- Telemundo hizo una readaptación de la telenovela para 2020, bajo el título "Buscando a Frida".[3] protagonizada por Ximena Herrera, Eduardo Santamarina, y Arap Bethke, con la participación antagónica de Alejandra Barros y Rubén Zamora, y la participación especial de Victoria White como "Frida"